# Numismatische Gesellschaft zu Berlin
La Numismatische Gesellschaft zu Berlin (Società numismatica di Berlino) è una associazione registrata, fondata il 22 dicembre 1843. È quindi la più antica associazione numismatica della Germania e una della più antiche d'Europa, dopo la Royal Numismatic Society, fondata nel 1836 a Londra e la Société royale de Numismatique fondata nel 1841 a Bruxelles..
Scopo della Società è „lo studio della numismatica, in particolare l'insegnamento reciproco tra argomenti numismatici e scienze affini, e il sostegno e il lavoro di pubblicazione scientifiche sulle monete“.
La pubblicazione specialistica della Numismatischen Gesellschaft esce dal 1880 mensilmente come  Berliner Münzblätter. Durante il Nazionalsocialismo la Società dovette cambiare il titolo della rivista in Deutsche Münzblätter.